# Écoulement d'Arnold-Beltrami-Childress
L'écoulement d'Arnold-Beltrami-Childress (en abrégé écoulement ABC) est une solution tridimensionnelle analytique des équations d'Euler en écoulement incompressible. Ce nom a été donné à la suite des travaux de Vladimir Arnold, Eugenio Beltrami et Steven Childress.
Il est donné en coordonnées cartésiennes par, :
{\displaystyle {\dot {x}}=A\sin z+C\cos y,}
{\displaystyle {\dot {y}}=B\sin x+A\cos z,}
{\displaystyle {\dot {z}}=C\sin y+B\cos x,}
où {\displaystyle {\dot {x}},{\dot {y}},{\dot {z}}} sont les dérivées particulaires en  {\displaystyle x(t),y(t),z(t)}.
Ces équations décrivent un système dynamique particulier généralement instable et utilisé comme modèle pour les études de transition vers le chaos et la turbulence. Il n'existe pas de solution analytique mais on sait décrire ses propriétés.
Il est également utilisé comme prototype de l'effet dynamo (astrophysique).